# 帕特里奇鎮區 (明尼蘇達州派恩縣)
帕特里奇鎮區（英語：Partridge Township）是位於美國明尼蘇達州派恩縣的一個行政鎮區。

## 地方資料
帕特里奇鎮區的面積為90.29平方千米，當中陸地面積為90.24平方千米，而水域面積為0.05平方千米。根據2020年美國人口普查的數據，當地共有人口554人，而人口密度為每平方千米6.14人。